# Aleksandra Fiodorowna (1798–1860)
Aleksandra Fiodorowna, urodzona jako Fryderyka Luisa Charlotta Wilhelmina Hohenzollern, znana też jako Charlotta Pruska (ur. 13 lipca 1798 w podberlińskim pałacu Charlottenburg, zm. 20 października?/1 listopada 1860 w Carskim Siole) – księżniczka pruska, od 1825 cesarzowa Rosji jako żona cara Mikołaja I.

## Życiorys
Była córką Fryderyka Wilhelma III, króla Prus i Luizy z dynastii meklemburskiej. Dzieciństwo i młode lata spędziła w rodzinnych stronach. W wieku 19 lat poznała młodszego brata cara Aleksandra I, Mikołaja Pawłowicza późniejszego następcę tronu, a od 1825 r. cara Rosji Mikołaja I Romanowa, który w czasie odbywania podróży po Europie odwiedził dwór króla Fryderyka Wilhelma. Podczas tej wizyty ustalono szczegóły małżeństwa Mikołaja i księżnej Charlotty.
Do Rosji przyjechała w czerwcu 1817 roku, a ceremonie ślubne rozpoczęły się 1 lipca 1817, w Petersburgu i trwały 13 dni. Charlotta, aby poślubić Mikołaja przyjęła prawosławie, a na chrzcie nadano jej imię Aleksandra Fiodorowna. Początkowo Aleksandra miała problemy w zaadaptowaniu się na rosyjskim dworze, jej zmiana religii była wymuszona. Była w dobrych stosunkach ze swoją teściową, Marią Fiodorowną, jednak jej stosunki z cesarzową Elżbietą, żoną Aleksandra I, nie były już tak dobre.
Było to jedno z nielicznych małżeństw w historii aliansów polityczno-dynastycznych, w którym rzeczywiście panowała miłość i wzajemne poszanowanie. Z tego związku urodziło się dziesięcioro dzieci:
- Aleksander II, kolejny car Rosji,
- Konstanty Mikołajewicz Romanow, wielki książę Rosji,
- Mikołaj Mikołajewicz Romanow, generał feldmarszałek,
- wielka księżna Olga Nikołajewna Romanowa, królowa Wirtembergii,
- wielka księżna Maria Nikołajewna Romanowa, księżna Leuchtenbergu,
- wielka księżna Aleksandra Nikołajewna Romanowa, księżna Hesji.

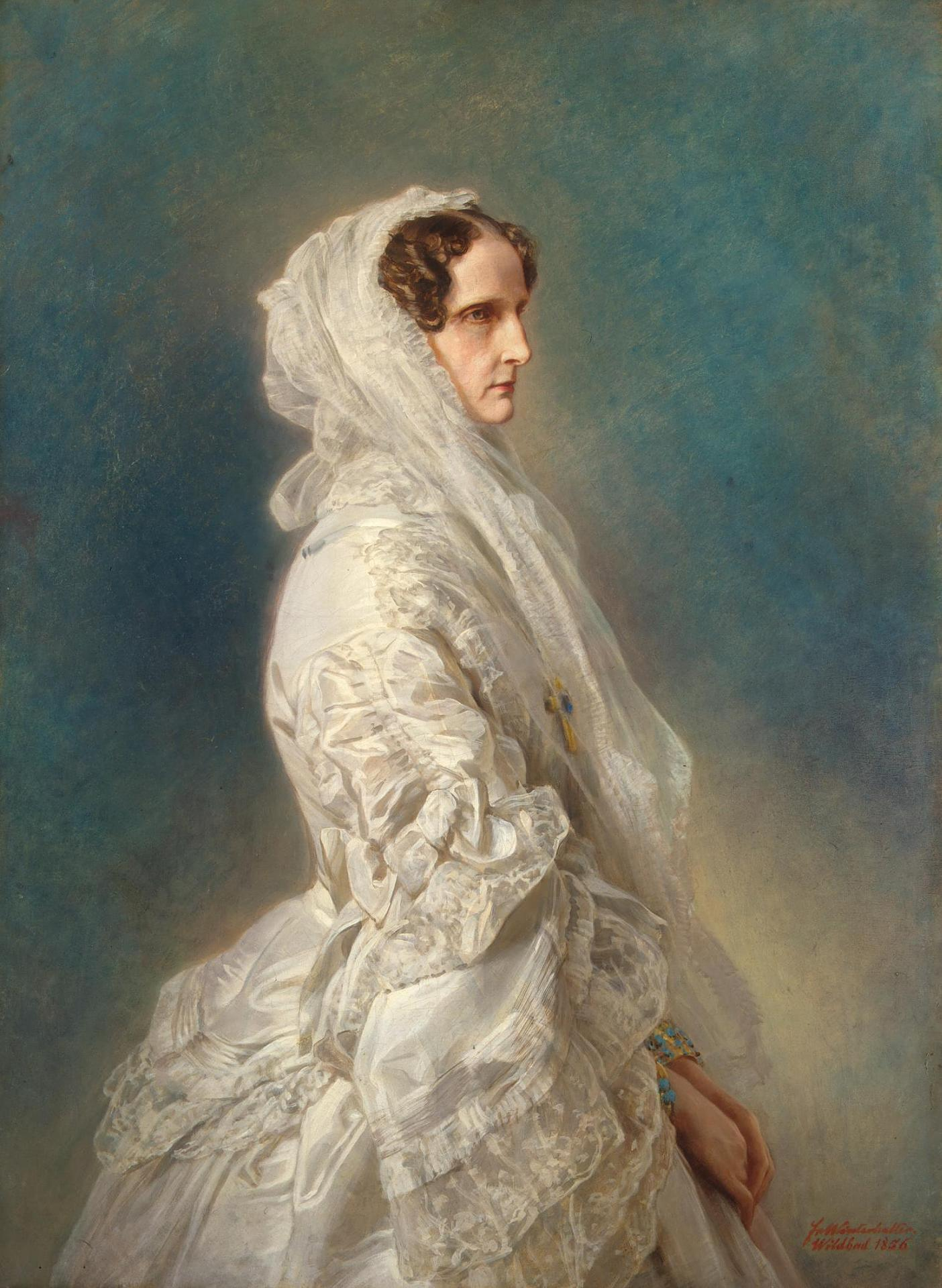
Charlotta Pruska na obrazie Franza Winterhaltera

W 1820 roku po urodzeniu martwego dziecka, była to jej trzecia ciąża w ciągu trzech lat, Aleksandra popadła w depresję. Jesienią tego samego roku Mikołaj zabrał ją do Berlina, aby mogła spotkać się ze swoją rodziną, gdzie pozostali do lata 1821 roku. Do ojczyzny Charlotty przyjechali ponownie w 1824 roku, do Petersburga powrócili dopiero w marcu 1825 roku, na rozkaz Aleksandra I.
Pierwsze lata w Rosji Aleksandra spędziła na nauce języka rosyjskiego i obyczajowości tego kraju pod okiem poety Wasilija Żukowskiego. Carska rodzina mówiła po niemiecku i pisała swoje listy po francusku, w konsekwencji tego Aleksandra nigdy nie nauczyła się dobrze rosyjskiego.
Przez osiem lat, podczas panowania Aleksandra I, Charlotta i jej mąż, żyli spokojnie, nigdy nie rozważając możliwości przejęcia przez nich tronu. Car Aleksander nie miał dzieci, a jego następca wielki książę Konstanty, zrzekł się prawa do tronu w 1822 roku, więc mąż Aleksandry został nowym carewiczem. W 1825 roku Aleksandra otrzymała od swojego szwagra pałac w Peterhofie, gdzie ona i jej mąż żyli szczęśliwie od początku jej pobytu w Rosji.
Aleksandra wstąpiła wraz z mężem na tron w grudniu 1825 roku. Mimo upływających lat Mikołaj nie przestał kochać swojej żony. Podczas pożaru Pałacu Zimowego w 1837 roku, car miał ponoć powiedzieć: Niech wszystko inne spłonie, tylko uratujcie listy od mojej żony, które pisała do mnie podczas naszego narzeczeństwa. Dopiero po upływie 25 lat małżeństwa car wdał się w romans z inną kobietą. Kochanką została Barbara Nelidowa, dama dworu cesarzowej. Carowa nie mogła już współżyć z carem; lekarze uważali, że jest zbyt słabego zdrowia i grozi jej atak serca. W 1845 roku Mikołaj I płakał, gdy lekarze oznajmili mu, że jego żona powinna wyjechać do Palermo, aby podleczyć swoje zdrowie, miał mówić: Zostawcie mi moją żonę. Cesarzowa Aleksandra była zawsze słabego zdrowia i wyglądała znacznie starzej niż na swoje czterdzieści lat; przez dłuższy czas cierpiała na konwulsje.
Po śmierci męża Aleksandra spłacała dług za Pałac Aleksandra w Carskim Siole i pozostawała w dobrych stosunkach z byłą kochanką męża, która została jej osobistą lektorką. Charlotta zmarła w Carskim Siole, w Petersburgu, 1 listopada 1860 roku. Do historii przeszła jako Aleksandra Fiodorowna.
W 1829 odznaczona Orderem Orła Białego.
|  |                                                         |  |  |  |  |  |  |  |  |  |  |  |  |
|  | August Wilhelm Hohenzollern                             |  |  |  |  |  |  |  |  |  |  |  |  |
|  |                                                         |  |  |  |  |  |  |  |  |  |  |  |  |
|  |                                                         |  |  |  |  |  |  |  |  |  |  |  |  |
|  | Fryderyk Wilhelm II Pruski                              |  |  |  |  |  |  |  |  |  |  |  |  |
|  |                                                         |  |  |  |  |  |  |  |  |  |  |  |  |
|  |                                                         |  |  |  |  |  |  |  |  |  |  |  |  |
|  | Luiza Amelia Brunswick-Wolfenbüttel                     |  |  |  |  |  |  |  |  |  |  |  |  |
|  |                                                         |  |  |  |  |  |  |  |  |  |  |  |  |
|  |                                                         |  |  |  |  |  |  |  |  |  |  |  |  |
|  | Fryderyk Wilhelm III Pruski                             |  |  |  |  |  |  |  |  |  |  |  |  |
|  |                                                         |  |  |  |  |  |  |  |  |  |  |  |  |
|  |                                                         |  |  |  |  |  |  |  |  |  |  |  |  |
|  | Ludwik IX, landgraf Hesji-Darmstadt                     |  |  |  |  |  |  |  |  |  |  |  |  |
|  |                                                         |  |  |  |  |  |  |  |  |  |  |  |  |
|  |                                                         |  |  |  |  |  |  |  |  |  |  |  |  |
|  | Fryderyka Luiza Hessen-Darmstadt                        |  |  |  |  |  |  |  |  |  |  |  |  |
|  |                                                         |  |  |  |  |  |  |  |  |  |  |  |  |
|  |                                                         |  |  |  |  |  |  |  |  |  |  |  |  |
|  | Karolina Wittelsbach (Pfalz-Zweibrücken)                |  |  |  |  |  |  |  |  |  |  |  |  |
|  |                                                         |  |  |  |  |  |  |  |  |  |  |  |  |
|  |                                                         |  |  |  |  |  |  |  |  |  |  |  |  |
|  | Aleksandra Fiodorowna                                   |  |  |  |  |  |  |  |  |  |  |  |  |
|  |                                                         |  |  |  |  |  |  |  |  |  |  |  |  |
|  |                                                         |  |  |  |  |  |  |  |  |  |  |  |  |
|  | Karol Ludwik Fryderyk Meklemburski                      |  |  |  |  |  |  |  |  |  |  |  |  |
|  |                                                         |  |  |  |  |  |  |  |  |  |  |  |  |
|  |                                                         |  |  |  |  |  |  |  |  |  |  |  |  |
|  | Karol Mecklemburg-Sterlitz                              |  |  |  |  |  |  |  |  |  |  |  |  |
|  |                                                         |  |  |  |  |  |  |  |  |  |  |  |  |
|  |                                                         |  |  |  |  |  |  |  |  |  |  |  |  |
|  | Elżbieta                                                |  |  |  |  |  |  |  |  |  |  |  |  |
|  |                                                         |  |  |  |  |  |  |  |  |  |  |  |  |
|  |                                                         |  |  |  |  |  |  |  |  |  |  |  |  |
|  | Luiza Pruska                                            |  |  |  |  |  |  |  |  |  |  |  |  |
|  |                                                         |  |  |  |  |  |  |  |  |  |  |  |  |
|  |                                                         |  |  |  |  |  |  |  |  |  |  |  |  |
|  | Jerzy Wilhelm von Hessen-Darmstadt                      |  |  |  |  |  |  |  |  |  |  |  |  |
|  |                                                         |  |  |  |  |  |  |  |  |  |  |  |  |
|  |                                                         |  |  |  |  |  |  |  |  |  |  |  |  |
|  | Fryderyka Karolina Hessen-Darmstadt                     |  |  |  |  |  |  |  |  |  |  |  |  |
|  |                                                         |  |  |  |  |  |  |  |  |  |  |  |  |
|  |                                                         |  |  |  |  |  |  |  |  |  |  |  |  |
|  | Maria Luiza Albertyna von Leiningen-Dagsburg-Falkenburg |  |  |  |  |  |  |  |  |  |  |  |  |
|  |                                                         |  |  |  |  |  |  |  |  |  |  |  |  |
|  |                                                         |  |  |  |  |  |  |  |  |  |  |  |  |